# 米哈伊利夫卡 (萊貝丁市鎮)
50°39′51″N 34°24′45″E / 50.66417°N 34.41250°E
米哈伊利夫卡（羅馬化：Mykhailivka）是位於烏克蘭東北部的村莊，由蘇梅州蘇梅區的萊貝丁市鎮負責管轄。該村處於普肖爾河右岸，分別距離梅日里奇1.5公里和庫爾漢3.5公里，始建於1675年，海拔高度164米，2001年人口1,188。